# Парагвај на Светском првенству у атлетици на отвореном 2015.
Парагвај је учествовао на Светском првенству у атлетици на отвореном 2015.  одржаном у Пекингу од 12. до 30. августа петнаест пут, односно учествовао је на свим првенствима до данас. Репрезентацију Парагваја представљала је једна атлетичарка која се такмичила у трци на 100 метара препоне.,.
На овом првенству Парагвај није освојио ниједну медаљу, нити је оборен неки рекорд.

## Учесници
Жене:
- Ана Камила Пирели — 100 м препоне

## Резултати

### Жене
| Атлетичарка       | Дисциплина    | Лични рекорд | Квалификације | Квалификације | Полуфинале            | Полуфинале            | Финале                | Финале  | Детаљи |
| Атлетичарка       | Дисциплина    | Лични рекорд | Резултат      | Место         | Резултат              | Место                 | Резултат              | Место   | Детаљи |
| ----------------- | ------------- | ------------ | ------------- | ------------- | --------------------- | --------------------- | --------------------- | ------- | ------ |
| Ана Камила Пирели | 100 м препоне | 13,66 НР     | 14,09         | 8. у гр 5     | Није се квалификовала | Није се квалификовала | Није се квалификовала | 36 / 37 |        |